# Vaszary Kolos
Vaszary Kolos Ferenc (Keszthely, 1832. február 12. –‎ Balatonfüred, 1915. szeptember 3.) pannonhalmi főapát, bíboros-hercegprímás, 1891–1912 között esztergomi érsek, történész, 1894-től az MTA igazgató tagja. Címtemploma Szent Szilveszter és Márton bazilikája (Santi Silvestro e Martino ai Monti).
Nagybátyja Vaszary Dózsa József bencés szerzetesnek, tihanyi perjel és pannonhalmi jószágigazgatónak, akinek apja fél testvére, Vaszary József volt. Vaszary Kolos unokaöccse, Vaszary Mihály (1827–1892), kaposvári tanár, akinek a fia Vaszary János festő volt.

## Életpályája
Édesapja, Vaszary Ferenc (1764–1840) keszthelyi szűcsmester volt, akit nyolcéves korában veszített el. Apja halálát követően édesanyja, Bajnok Terézia nevelte. Apja első felesége, Nyesmánszky Erzsébet, 1827-ben hunyt el és hamarosan ezután Bajnok Teréziát vette el, akitől született Vaszary Kolos a "Ferenc" keresztnév alatt. Idősebb féltestvérei, akik Nyesmánszky Erzsébettől származtak szinte 30 évvel idősebbek voltak a fiatal Vaszary Kolosnál, és neveltetéséről gondoskodtak.
Vaszary Kolos legszorosabb kapcsolatban Vaszary Antal szűcsmester nevű fél testvérének (bátyjának) vele egykorú gyermekeivel állt; Antal egyik gyermeke, Vaszary Mihály (*Keszthely, 1827. július 13.–†Kaposvár, 1892. augusztus 13.), aki fiatal korában először uradalmi ispán, majd Kaposváron tanár volt. Vaszary Mihálytól Kolos tanult írni és olvasni. A majdani hercegprímás második legidősebb bátyja, Vaszary János (*1795–†1872), Széchenyi Béla gróf uradalmi jószágigazgatója volt; Vaszary János Altschaffer Johanna feleségétől származott Vaszary Kolos egyik unokaöccse, Vaszary László (1837-1908), aki később hercegprímási uradalmak gazdasági tanácsosa lett, akinek a neje, szentgyörgyvölgyi Csupor Irma (1847–1924) asszony volt; egyik gyermekük, Vaszary Béla (1869–1943), honvéd huszárezredes, földbirtokos, akinek az első neje a Zala vármegyei csengeri Háczky Anna (1876–1896), csengeri Háczky Kálmán és nagyalásonyi Barcza Anna lánya, a második felesége, csáfordi és potyondi Potyondy Erzsébet volt. Az anyakönyvezés bevezetésekor Magyarországon az utolsó kizárólag egyházi házasságot 1895. szeptember 30.-án délelőtt 11 órakor kötötték meg Vaszary Béla és Háczky Anna az Esztergomi bazilikában; az esketési szertartást Vaszary Kolos hercegprímás vezette.
Középiskolai tanulmányait a premontreieknél Keszthelyen, a teológiát 1847. szeptember 15-étől – miután belépett a Szent Benedek-rendbe – Pannonhalmán végezte. Pápán a bencés főgimnáziumba járt. 1854 és 1856 között tanár volt a komáromi bencés főgimnáziumban. 1856. május 26-án szentelték pappá. 1856 és 1861 között Pápán, 1861 és 1869 között Esztergomban tanított. 1869-től a győri bencés gimnázium igazgatója és a rendház főnöke volt. Az ő idején (1869–1885) épült a győri főgimnáziumi épület.

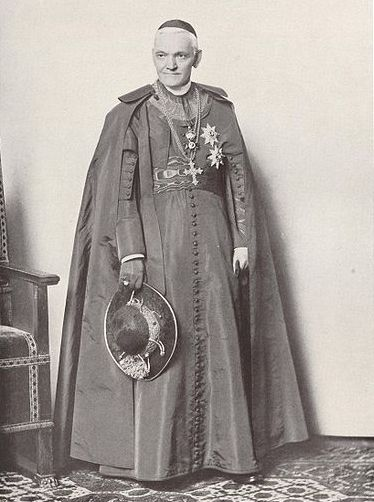
Vaszary 1900-ban

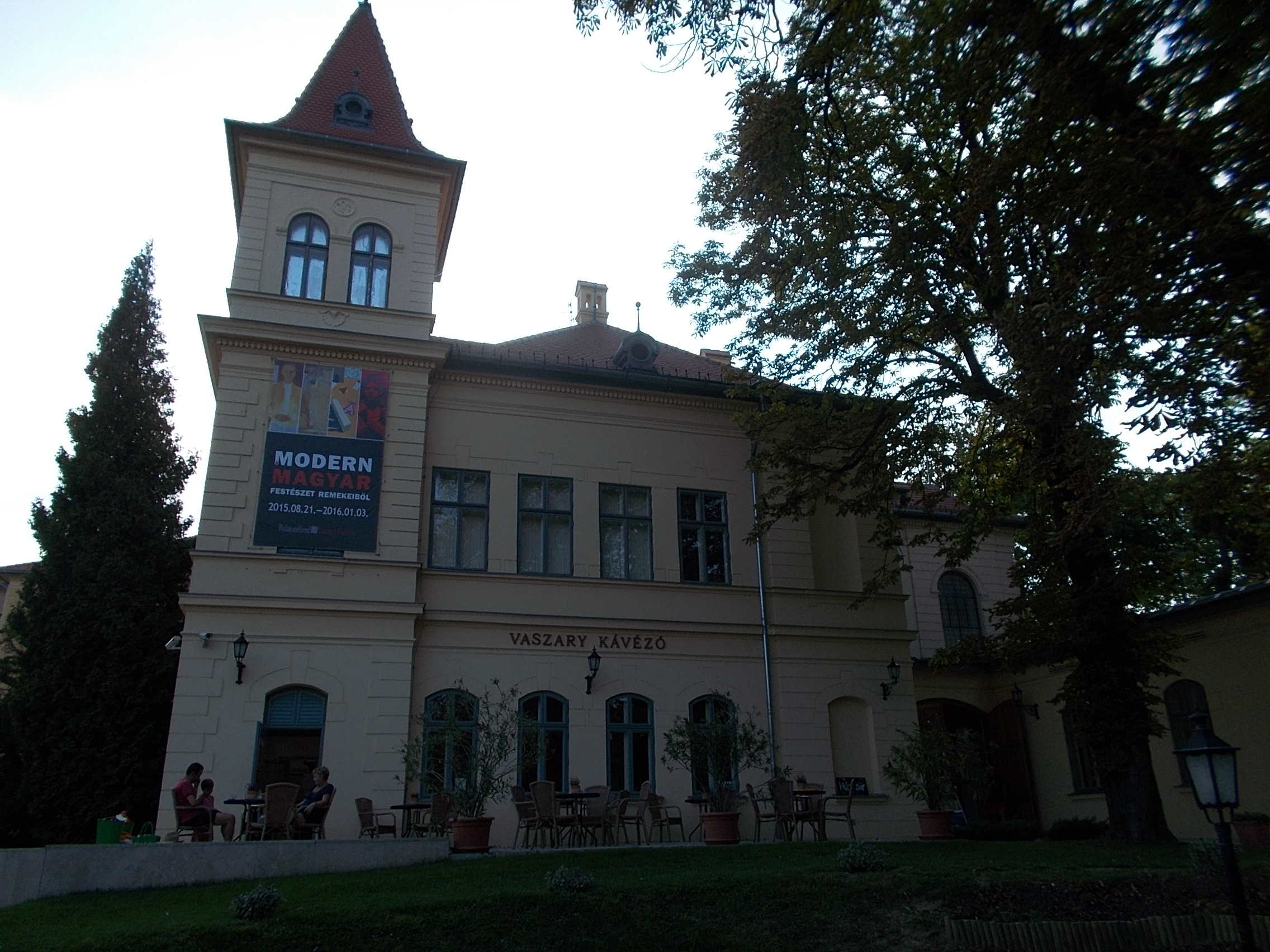
A Vaszary-villa Balatonfüreden

1885. április 28-án pannonhalmi főapáttá választották meg rendtársai. Ő alatta egyesítették a zalavári apátságot a pannonhalmi főapátsággal. Nagy gondot fordított a közép- és népiskolai tanügy fejlesztésére. Szentivánon és Zalaapátiban új leányiskolákat létesített és vezetésüket az irgalmas nővérekre bízta. Alatta létesült Kiscellben is új leányiskola. Varsányban és Tömördön is új iskolákat emelt. Stílszerűen megújíttatta a régi apátsági templomot Tihanyban; restauráltatta a tényői, péterdi, ravazdi, bársonyosi, szentiváni templomokat, Radán pedig új templomot építtetett. A rend tulajdonában levő balatonfüredi fürdőt, amely kedvelt nyaralóhelye volt, nagy költséggel újból berendezte és a közönség kényelmére való tekintettel gazdagon felszerelte; azon kívül a rend birtokain igen sok és a gazdálkodás követelményeinek megfelelő épületet emeltetett.

### Püspöki pályafutása
1891. október 27-étől esztergomi érsek és hercegprímás volt. 1892. február 7-én szentelték püspökké, nemsokára 1893. január 16-ától bíboros lett.
1892. június 8-án a koronázási jubileum alkalmával fényes egyházi beszédet mondott, mely általános feltűnést keltett. Számos egyházi intézményt létesített. Budapesten érseki helynökséget (Cselka Nándor püspökkel élén) és szentszéket állított fel. 1893. április 10-én életveszélyben forgott egy merénylet folytán, amelyből Kohl Medárd titkár saját életének kockáztatásával megmentette. 1893. májusában nagyobb zarándoklatot vezetett Rómába. 1894-ben a budapesti katolikus nagygyűlést nyitotta meg. Ugyanebben az évben fogadta és üdvözölte Balassagyarmaton a királyt. Az egyházpolitikai harcok idején a konzervatív ellenzék vezére, nevéhez fűződik a katolikus politikai szervezetek kiépítése. 1894-től a Magyar Tudományos Akadémia igazgatósági tagja. 1895-ben tett 50 ezer koronás felajánlásával lehetővé tette egy új közkórház alapítását  Esztergomban (ma Vaszary Kolos Kórház). Lemondott az esztergomi dunai hídvámról s így lehetővé tette a vashíd építését. 1895. szeptember 28-án ő szentelte a Mária Valéria hidat. 1896-ban ő adományozta a Szent Péter és Szent Pál plébániatemplomnak a Szent Pétert és Szent Pált ábrázoló főoltárképet, Vaszary János művét. 1896. május 3-án a millenniumi ünnepségek alkalmából a hálaadó isteni tiszteleten beszédet mondott a királyhoz, a királynéhoz és a nemzethez, ugyanekkor királyi elismerésben részesült. Az ünnep alkalmából az ő kérésére engedélyezte XIII. Leó pápa Magyarország részére Magyarok Nagyasszonya ünnepét. Mint esztergomi érsek sokat tett már eddig is egyházmegyéje tanügyének fejlesztése körül: a főtanfelügyelői hivatalt újjászervezte, Esztergomban kisdedóvónő-képző intézetet alapított, rendezte és emelte az érseki tanítóképző-intézeti tanárok fizetését stb. A katolikus tanítók árva- és menedékházára 10 000 forintos, szülővárosa, Keszthely szegényei számára 100 000 koronás, a keszthelyi főgimnáziumi tanulók részére pedig 50 000 koronás alapítványt tett.
1910-ben Józef Bilczewski érsekkel közbenjárt a magyar kormánynál, hogy lengyel nemzetiségi templom épülhessen Kőbányán a Budapesten élő 15 000 munkás számára.
1912. december 31-én lemondott esztergomi érseki méltóságáról; ezt követően balatonfüredi nyaralójában főként történeti tanulmányaival foglalkozott. 1913-ban X. Pius pápa Csernoch János kalocsai érseket nevezte ki esztergomi érsekké.
Salgó János alesperes-plébános jó viszonyban volt Vaszary Kolossal, mikor Kolos esztergomi tanár volt megjósolta, hogy főapát lesz belőle. Mikor Vaszary főapát lett, Salgó akkor azt is megjósolta, hogy magyarországi prímás lesz. Merész volt a második jövendölés, mert ha természetesnek is tűnik, hogy a rend kiváló és köztiszteletben álló tagja a főapáti székre jut, sőt még természetesebbnek látszott, hogy 900 évvel előbb Szent István Asztrikot Pannonhalmáról hozta Esztergomba, – az már valóban rendkívüli előérzés volt, hogy két lusztrum híján 900 év múltán, Szent István utódja újra Pannonhalmáról fogja kinevezni Magyarország első főpapját. Salgó előérzete mindkét pontjában teljesült. Vaszary Kolos először Kruesz Krizosztom örökébe lépett.

## A merénylet
"1893. április hó 10-én délelőtt Varaviry Kolos herczegprimás lakásán egy tisztességesen öltözött férfi jelent meg, bebocsájtást kérve, mit az ajtónálló meg is engedett. A herczegprimás fogadta az idegent, mire ez késtrántott elő s már megszúrta volna a hercegprímást, deszerencsére a jelenvolt primási titkár Kohl Medárd a merénylőre rohant s a prímásnak szánt szúrásokat saját testével felfogta. Kohl Medárd titkár, kezén és fején öt helyen életveszélyesen megsebesült és ájultan rogyott öszsze. A lármára besiettek a közelében lévők, a merénylőt elfogták és megkötözték. A prímást kis ijedtségen kívül semmi baj nem érte. A herczegprímás elleni merénylő személyében Csorvics Mihályt, a herczegprimás elbocsájtott pinczemesterétismerték föl. Csorvics visszavételét kérte a herczegprimástól, ki azonban kérelmét indokok alapján megtagadta. 
Kohl Medárd a herczegprímás titkára eszméletlenállapotban fekszik, a folytonos nagy vérzések alig csillapíthatók, kihallgatása most lehetetlen. Csorvics Mihály merénylő elbocsájtott pinczemesterelmeháborodást szimulál, a rendőrség előtt minden felvilágosítást konokul megtagad" - írta a Pécsi Napló 1893. április 10-i különkiadásában 

## Művei
Részint történeti tankönyveket, részint történeti életrajzokat, értekezéseket stb. adott az ifjúság kezébe. 1858-ban Füssy Tamással és Méry Etellel szerkesztette az Ifjúsági Plutarchot, amelynek hat füzetébe ő írta Hunyadi János, Fejér György, Festetics György, Nagy Alfréd, Szilágyi Erzsébet életrajzait. Számos a Tanodai Lapokban, a Religióban, a Szent István Társulat naptárában, Győrmegye monográfiája című műben (Pannonhalma helytörténete), a Győri Közlönyben,  az Akadémiai Értesítőben, a Figyelőben és a győri főgimnáziumi értesítőkben megjelent cikkein kívül önálló műveket is írt.

### Önálló kötetei
- Világtörténelem, katolikus tanodák számára és magánhasználatra (Füssyvel, I. köt. Pest 1863, II. köt. Esztergom 1863, III. köt. Pest, 1863, sok kiadást ért meg)
- A várnai csata (kiadta a Szt.-István-társulat, Pest, 1864)
- Magyarország történelme az alsóbb osztályok számára (Horvát M. után, Győr 1865)
- Magyarország történelme felsőbb osztályok számára (Győr, 1865)
- Kurzgefasste Geschichte von Ungarn (Pest, 1867)
- Világtörténelem, katolikus tanodák felsőbb osztályai számára (I. kötet: Pest, 1869, II. kötet: ugyanott, 1870, III. kötet: 1870)
- Történelem rövid vázlatban, alsóbb osztályok számára (2 rész, Győr 1869-70, több kiadást ért)
- Történelmi atlasz (Budapest 1873)
- Adatok az 1825-iki országgyűlés történetéhez (Győr, 1883)
- I. Ulászló magyar király esküszegése és a várnai veszedelem (Győr, 1884)
- Adatok az 1830-i országgyűlés történetéhez (Győr, 1885)
- Történelmi életrajzok (Vaszary János képeivel ellátott második kiadás, Budapest, 1892)
- Vaszary Kolos beszédei (Esztergom, 1909)
- Szemelvények Vaszary Kolos beszédeiből; ifjúság számára összeáll., bev. Keményfy K. Dániel; Lampel, Bp., 1911 (Magyar Könyvtár)

## Díjai, elismerései
- 1884-ben ünnepelte tanári működésének 30 éves jubileumát, mely alkalomból a Ferenc-József-rend lovagkeresztjét kapta.
- 1891. júniusban a Ferenc-József-rend nagykeresztese
- valóságos belső titkos tanácsos (1891)
- Esztergom díszpolgára (1892)
- 1892-ben a Szent István-rend nagykeresztese és a rend főpapja; a pápa pedig abban a ritka kitüntetésben részesítette, hogy a bíborruha viselését neki megengedte, még mielőtt valóságos bíbornok lett volna.

## Emlékezete

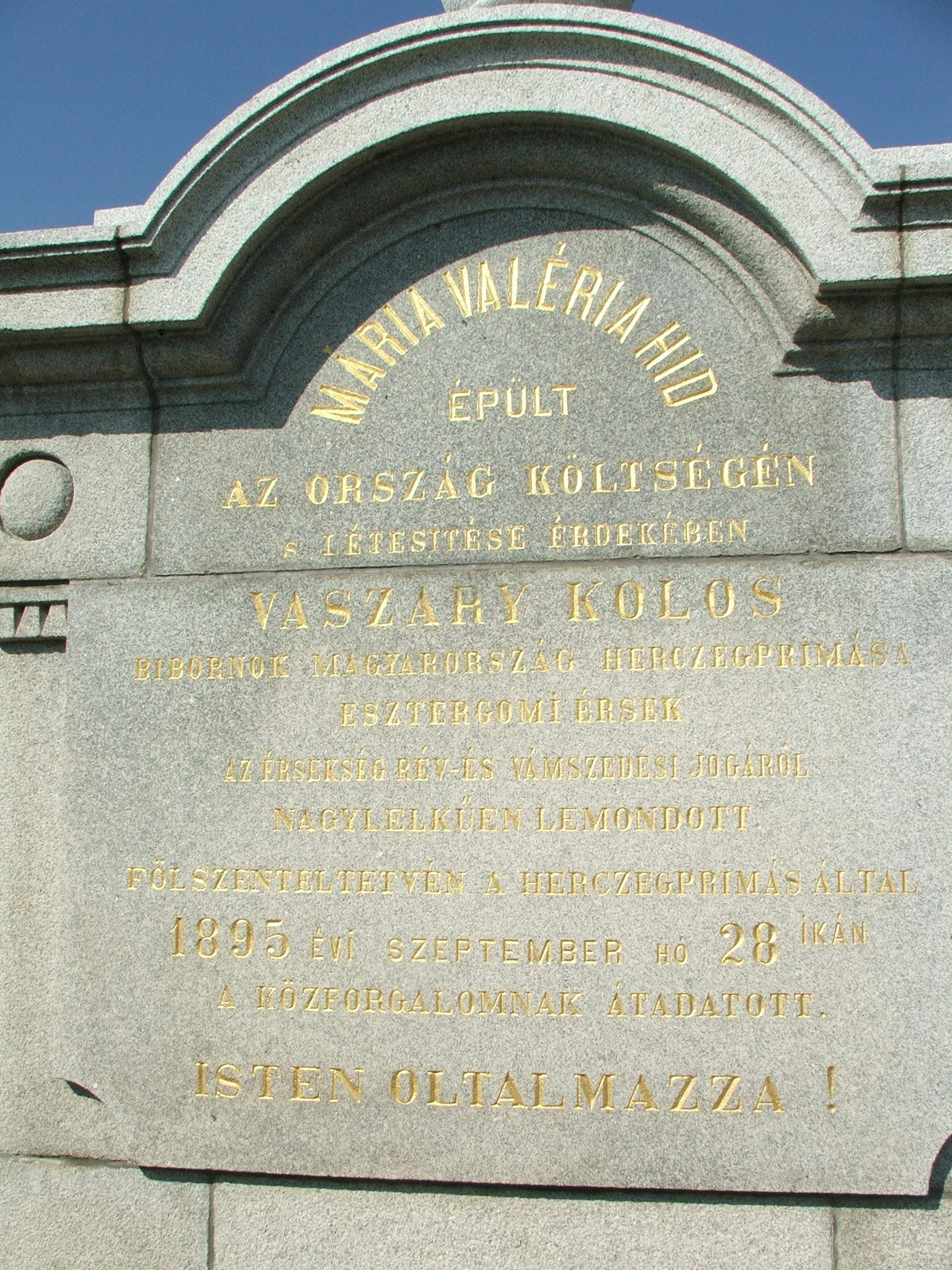
Emlékfelirat a Mária Valéria hídon

- Balatonfüreden a part menti sétány egy részét róla nevezték el.
- Szülővárosában temették el, de végső nyughelye 1981-től Esztergomban van.
- Keszthelyen utcanév őrzi emlékét.
- Nevét viseli az esztergomi Vaszary Kolos Kórház.
- Róla kapta nevét Esztergomban az 1944-ben felrobbantott Kolos híd, melynek helyén ma a Kossuth híd áll.
- Keszthelyen, a Fő téren 2018 óta áll a szobra (Farkas Ferenc alkotása; 195 cm, bronz, kő)